# Lars Fredrik Hedlund
Lars Fredrik Hedlund, född 23 februari 1794, död 19 juli 1860 i Stockholm, var en svensk militär.
Hedlund lät sig värvas i unga år till Livgardet till häst och deltog i de flesta av Karl Johans fälttåg i Tyskland samt i fälttåget mot Norge 1814. Hedlund belönades under sin tjänstgöring med medaljen För tapperhet i fält i silver samt blev även tilldelad det ryska Georgskorset för visad tapperhet. Efter krigen kvarstannade Hedlund i krigsmakten och erhöll avsked med pension 1845.
Vid Hedlunds begravning 1860 deltog samtliga officerare och underofficerare vid regementet, anförda av sekundchefen Ulrik Fabian Sandels. Jordfästningen förrättades av regementspastorn Afzelius, varefter 32 livgardister avlossade en generalsalva om 32 skott i luften och vid själva nedsänkningen av kistan blåstes en signal av musikkåren. Därefter sköt de 32 livgardisterna rotevis ånyo 32 skott, denna gång dock ned i graven.